# Liste der Bodendenkmäler in Leinburg
Auf dieser Seite sind die Bodendenkmäler in der mittelfränkischen Gemeinde Leinburg zusammengestellt. Diese Tabelle ist eine Teilliste der Liste der Bodendenkmäler in Bayern. Grundlage ist die Bayerische Denkmalliste, die auf Basis des Bayerischen Denkmalschutzgesetzes vom 1. Oktober 1973 erstmals erstellt wurde und seither durch das Bayerische Landesamt für Denkmalpflege geführt wird. Die folgenden Angaben ersetzen nicht die rechtsverbindliche Auskunft der Denkmalschutzbehörde.

Mit dem Stand vom 3. Juli 2018 sind 42 Bodendenkmäler von Leinburg in der Bayerischen Denkmalliste eingetragen.

## Bodendenkmäler der Gemeinde Leinburg

### Bodendenkmäler in der Gemarkung Diepersdorf
| Lage                            | Objekt                                                              | Akten-Nr.     | Bild |
| ------------------------------- | ------------------------------------------------------------------- | ------------- | ---- |
| Diepersdorf Leinburg (Standort) | Siedlung der Urnenfelderzeit.                                       | D-5-6533-0055 |      |
| Diepersdorf Leinburg (Standort) | Siedlung vorgeschichtlicher Zeitstellung.                           | D-5-6533-0057 |      |
| Diepersdorf Leinburg (Standort) | Siedlung der Hallstattzeit.                                         | D-5-6533-0074 |      |
| Diepersdorf Leinburg (Standort) | Freilandstation des Mesolithikums und Siedlung der Urnenfelderzeit. | D-5-6533-0158 |      |
| Diepersdorf (Standort)          | Turmhügel des Mittelalters.                                         | D-5-6533-0199 |      |

### Bodendenkmäler in der Gemarkung Entenberg
| Lage                          | Objekt | Akten-Nr.     | Bild          |
| ----------------------------- | --- | ------------- | ------------- |
| Entenberg Leinburg (Standort) | Grabhügel vorgeschichtlicher Zeitstellung. | D-5-6534-0124 |               |
| Entenberg Leinburg (Standort) | Mittelalterliche und der frühneuzeitliche Befunde im Bereich der Evangelisch-Lutherischen Pfarrkirche St. Peter und Paul und ihrer Vorgängerbauten in Entenberg. | D-5-6534-0180 | D-5-6534-0180 |
| Entenberg (Standort)          | Bestattungsplatz mit Grabhügeln vorgeschichtlicher Zeitstellung.                                                                                                 | D-5-6534-0222 |               |

### Bodendenkmäler in der Gemarkung Gersdorf
| Lage                         | Objekt                                                                                       | Akten-Nr.     | Bild |
| ---------------------------- | -------------------------------------------------------------------------------------------- | ------------- | ---- |
| Gersdorf Leinburg (Standort) | Freilandstation des Neolithikums, Siedlung der Metallzeiten, darunter der späten Latènezeit. | D-5-6534-0223 |      |

### Bodendenkmäler in der Gemarkung Haimendorf
| Lage                           | Objekt                                    | Akten-Nr.     | Bild |
| ------------------------------ | ----------------------------------------- | ------------- | ---- |
| Haimendorf Leinburg (Standort) | Siedlung vorgeschichtlicher Zeitstellung. | D-5-6533-0075 |      |

### Bodendenkmäler in der Gemarkung Leinburg
| Lage                | Objekt | Akten-Nr.     | Bild           |
| ------------------- | --- | ------------- | -------------- |
| Leinburg (Standort) | Siedlung der Schnurkeramik und der Frühbronzezeit, Brandgräber der Urnenfelderzeit.                             | D-5-6533-0046 |                |
| Leinburg (Standort) | Siedlung der Hallstattzeit.                                                                                     | D-5-6533-0047 |                |
| Leinburg (Standort) | Siedlung der Hallstattzeit.                                                                                     | D-5-6533-0048 |                |
| Leinburg (Standort) | Siedlung der Urnenfelderzeit.                                                                                   | D-5-6533-0153 |                |
| Leinburg (Standort) | Mittelalterliche und frühneuzeitliche Befunde im Bereich der Evangelisch-Lutherischen Pfarrkirche St. Leonhard. | D-5-6533-0154 | weitere Bilder |

### Bodendenkmäler in der Gemarkung Oberhaidelbach
| Lage                               | Objekt                                                                          | Akten-Nr.     | Bild |
| ---------------------------------- | ------------------------------------------------------------------------------- | ------------- | ---- |
| Oberhaidelbach Leinburg (Standort) | Freilandstation des Mesolithikums und Siedlung vorgeschichtlicher Zeitstellung. | D-5-6534-0072 |      |
| Oberhaidelbach Leinburg (Standort) | Siedlung vorgeschichtlicher Zeitstellung.                                       | D-5-6534-0073 |      |
| Oberhaidelbach Leinburg (Standort) | Siedlung vorgeschichtlicher Zeitstellung.                                       | D-5-6534-0074 |      |
| Oberhaidelbach Leinburg (Standort) | Siedlung vorgeschichtlicher Zeitstellung.                                       | D-5-6534-0075 |      |
| Oberhaidelbach Leinburg (Standort) | Siedlung der späten Latènezeit.                                                 | D-5-6534-0185 |      |

### Bodendenkmäler in der Gemarkung Püscheldorf
| Lage                            | Objekt                                     | Akten-Nr.     | Bild |
| ------------------------------- | ------------------------------------------ | ------------- | ---- |
| Püscheldorf Leinburg (Standort) | Grabhügel vorgeschichtlicher Zeitstellung. | D-5-6534-0116 |      |

### Bodendenkmäler in der Gemarkung Unterhaidelbach
| Lage                                | Objekt                                                                          | Akten-Nr.     | Bild |
| ----------------------------------- | ------------------------------------------------------------------------------- | ------------- | ---- |
| Unterhaidelbach Leinburg (Standort) | Freilandstation des Mesolithikums und Siedlung vorgeschichtlicher Zeitstellung. | D-5-6533-0058 |      |
| Unterhaidelbach Leinburg (Standort) | Freilandstation des Mesolithikums und Siedlung vorgeschichtlicher Zeitstellung. | D-5-6533-0059 |      |
| Unterhaidelbach Leinburg (Standort) | Siedlung der Bronzezeit.                                                        | D-5-6533-0136 |      |
| Unterhaidelbach Leinburg (Standort) | Mittelalterlicher Turmhügel.                                                    | D-5-6533-0176 |      |

### Bodendenkmäler in der Gemarkung Weißenbrunn
| Lage                                                                | Objekt                                                                                     | Akten-Nr.     | Bild |
| ------------------------------------------------------------------- | ------------------------------------------------------------------------------------------ | ------------- | ---- |
| Weißenbrunn Leinburg (Standort)                                     | Grabhügel mit Bestattungen der Bronzezeit.                                                 | D-5-6534-0076 |      |
| Weißenbrunn Leinburg (Standort)                                     | Grabhügel mit Bestattungen der mittleren Bronzezeit.                                       | D-5-6534-0079 |      |
| Weißenbrunn Leinburg (Standort)                                     | Freilandstation des Mesolithikums sowie Siedlung des Neolithikums und der Urnenfelderzeit. | D-5-6534-0081 |      |
| Weißenbrunn Leinburg (Standort)                                     | Siedlung der Urnenfelderzeit.                                                              | D-5-6534-0082 |      |
| Weißenbrunn Leinburg (Standort)                                     | Siedlung des Neolithikums.                                                                 | D-5-6534-0083 |      |
| Weißenbrunn Leinburg (Standort)                                     | Siedlung vorgeschichtlicher Zeitstellung.                                                  | D-5-6534-0084 |      |
| Weißenbrunn Leinburg (Standort)                                     | Siedlung vorgeschichtlicher Zeitstellung.                                                  | D-5-6534-0085 |      |
| Weißenbrunn Leinburg (Standort)                                     | Freilandstation des Mesolithikums und Wüstung des späten Mittelalters.                     | D-5-6534-0086 |      |
| Weißenbrunn Leinburg (Standort)                                     | Freilandstation des Mesolithikums und Siedlung vorgeschichtlicher Zeitstellung.            | D-5-6534-0087 |      |
| Weißenbrunn Leinburg (Standort)                                     | Siedlung vorgeschichtlicher Zeitstellung.                                                  | D-5-6534-0088 |      |
| Weißenbrunn Leinburg (Standort)                                     | Freilandstation des Mesolithikums.                                                         | D-5-6534-0089 |      |
| Weißenbrunn Leinburg (Standort)                                     | Siedlung vorgeschichtlicher Zeitstellung.                                                  | D-5-6534-0090 |      |
| Weißenbrunn Leinburg (Standort)                                     | Siedlung vorgeschichtlicher Zeitstellung.                                                  | D-5-6534-0091 |      |
| Weißenbrunn Leinburg (Standort)                                     | Siedlung der Urnenfelder-, Hallstatt- und Latènezeit.                                      | D-5-6534-0092 |      |
| Weißenbrunn Leinburg (Standort)                                     | Siedlung der Urnenfelderzeit.                                                              | D-5-6534-0093 |      |
| Weißenbrunn Leinburg (Standort)                                     | Siedlung der Urnenfelderzeit.                                                              | D-5-6534-0094 |      |
| Weißenbrunn Leinburg, Winkelhaid (gemeindefreies Gebiet) (Standort) | Freilandstation des Mesolithikums und Siedlung der späten Latènezeit.                      | D-5-6534-0095 |      |
| Weißenbrunn Leinburg (Standort)                                     | Grabhügel mit Bestattungen der frühen Latènezeit.                                          | D-5-6534-0098 |      |
| Weißenbrunn Leinburg (Standort)                                     | Gräber der Urnenfelderzeit.                                                                | D-5-6534-0187 |      |
| Weißenbrunn Leinburg (Standort)                                     | Mittelalterliche Wüstung.                                                                  | D-5-6534-0188 |      |